# Chrysallis. Asociación de familias de infancia y juventud trans
Chrysallis. Asociación de familias de infancia y juventud trans es una asociación española sin ánimo de lucro, fundada el 1 de julio de 2013, que trabaja por la visibilidad y normalización de la diversidad de género en la infancia y la juventud, combatiendo la discriminación y los estereotipos hacia las personas trans. 

## Propósito
Chrysallis fundamenta su labor en el reconocimiento de la identidad de género como un derecho humano, respaldado por organismos como la Organización de las Naciones Unidas (ONU),y la Organización Mundial de la Salud (OMS).En España, la asociación trabaja dentro del marco de la Ley 4/2023, de 28 de febrero para la igualdad real y efectiva de las personas trans y para la garantía de los derechos de las personas LGTBI, que garantiza la igualdad de derechos de las personas trans y establece medidas específicas de protección para menores en ámbitos educativos, sanitarios y sociales.
Ha tenido un papel fundamental en la defensa de los derechos de las personas trans y del colectivo LGTBI+ en España, contribuyendo a la creación de una sociedad más inclusiva y respetuosa con la diversidad de género, en consonancia con los fines de la asociación. Desarrolla actividades como formación a profesionales, organización de encuentros estatales y creación de recursos educativos y de sensibilización.
Desde su creación, la asociación ha desempeñado un papel clave en la defensa de los derechos del colectivo trans, participando en iniciativas legislativas para la elaboración de Leyes LGBTI en comunidades autónomas de España como Canarias, Andalucía, Madrid o Comunidad Valenciana entre otras. Asimismo, ha intervenido en el desarrollo de acompañamientos tanto en los ámbitos educativos como sanitarios.  A nivel nacional, la asociación ha participado en iniciativas legislativas como la Ley Trans y LGTBI+, aprobada en febrero de 2023, junto a la FELGTBI+ y la Fundación Triángulo.

## Historia
El 1 de julio de 2013, varias familias de toda España se reunieron en busca de respuestas y apoyo ante la falta de reconocimiento legal y social de la identidad de género de sus familiares menores y adolescentes, naciendo así Chrysallis.
En sus primeros años, la asociación se centró en adquirir conocimientos, establecer diálogos con personas trans adultas y generar sus propias herramientas y protocolos de acompañamiento y actuación. Además, estableció alianzas con profesionales de diversos ámbitos y con otros colectivos y movimientos sociales, buscando visibilizar la realidad de las infancias y juventudes trans y defender sus derechos. Estos esfuerzos se realizaron en varios ámbitos, como la atención sanitaria a adolescentes trans, el acoso escolar y sus consecuencias.
En 2014 algunas familias de Chrysallis participaron en el documental El Sexo sentido, emitido el 15 de junio por el programa Documentos TV de RTVE. A medida que Chrysallis se visibilizaba, el número de familias asociadas creció, lo que llevó a la creación de diferentes delegaciones territoriales en diversas comunidades autónomas. Estas delegaciones permiten trabajar teniendo en cuenta las particularidades de cada región, luchando por la visibilidad y la incorporación de protocolos para mejorar la vida de los menores trans. 
A lo largo de estos años se han realizado diferentes campañas para visibilizar y sensibilizar sobre la existencia de menores trans. La campaña Hay Niños con Vulva y Niñas con Pene de Chrysallis en Euskadi fue galardonada en festivales de publicidad.También obtuvo repercusión la campaña No Hay Huevos en enero de 2017.
El suicidio de Ekai Lersundi en 2018 y el de Alan en 2015 evidenciaron las dificultades que enfrentan los jóvenes trans en España, generando una fuerte reacción social. Chrysallis denunció la falta de apoyo institucional y la demora en los tratamientos hormonales como factores que agravan la vulnerabilidad de estos jóvenes.[cita requerida] El caso de Ekai inspiró documentales y películas como Mi pequeño gran samurái y 20.000 especies de abejas, mientras que la muerte de Alan llevó a movilizaciones y a un mayor debate sobre la implementación en Cataluña de la Ley 11/2014 contra la LGTBIfobia.[cita requerida]
En enero de 2019, la delegación de Chrysallis en el País Vasco y Navarra decidió constituirse como una asociación independiente, denominada Naizen, para centrarse en las especificidades administrativas y necesidades propias de sus familias en estas regiones.
En octubre de 2018, la Dirección General de Registros y Notariado emitió una instrucción que permitió a los menores trans cambiar su nombre en el Registro Civil sin necesidad de un informe médico ni autorización judicial, agilizando un proceso que hasta entonces resultaba burocráticamente complejo y excluyente. Este avance fue celebrado por organizaciones como Chrysallis, que lo consideraron un paso fundamental para el reconocimiento de los derechos de los menores trans y su integración social.

### Desbloqueo de la Ley Trans Estatal
En junio de 2021, Chrysallis, junto con otras asociaciones como FELGTBI+ y Fundación Triángulo, celebró el desbloqueo de la Ley para la Igualdad Real y Efectiva de las Personas Trans y para la Garantía de los Derechos LGTBI, un hito clave en la defensa de los derechos trans en España.[cita requerida]
La asociación destacó que el reconocimiento legal de la identidad de género sin requisitos médicos es un primer paso fundamental hacia la igualdad real, aunque subrayó la necesidad de seguir avanzando en la protección de los menores trans y en el acceso a derechos como la atención sanitaria especializada.

### Publicación de recursos educativos y materiales de sensibilización
Durante su trayectoria, la asociación, en colaboración con otras entidades, ha desarrollado diferentes materiales dirigidos a familias, educadores y profesionales de la salud con el objetivo de mejorar la comprensión y el respeto hacia la infancia y juventud trans.[cita requerida]
La Guía rápida para familias de niñes y adolescentes trans es un documento diseñado para orientar a padres y madres que necesitan información sobre la identidad de género de sus familiares. Esta guía ofrece herramientas para comprender la identidad de género en la infancia y juventud, acompañar a menores y jóvenes trans en su desarrollo o acceder a recursos legales y sanitarios.
Por su parte, en 2018, Chrysallis amplió sus esfuerzos de sensibilización desarrollando materiales educativos, didácticos y de formación,dirigidos a profesionales de la educación y la salud, con el fin de mejorar la atención y el respeto hacia la infancia y adolescencia trans. Estos materiales incluyen: protocolos sanitarios para la atención a menores trans o guías para docentes sobre la diversidad de género en las aulas. 

## Premios y reconocimientos
- Premio Muestra-T 2014 de ATA Sylvia Rivera: Otorgado por la Asociación de Transexuales de Andalucía Sylvia Rivera por su labor en la visibilización y defensa de los derechos de menores trans.[27]
- Premio Pluma Activista 2016 de la FELGTBI+: Reconocimiento concedido por la Federación Estatal de Lesbianas, Gais, Trans, Bisexuales, Intersexuales y más (FELGTBI+) por su compromiso en la lucha por la igualdad.[28]
- Premio a la Diversidad Darío Jaén 2016: Galardón otorgado en Maspalomas por su trabajo en la inclusión y la diversidad en la sociedad.[29]
- Premio Cristina Esparza Martín 2017 de la Asociación Galactyco: Distinción entregada en Cartagena por su defensa de los derechos de las personas menores trans.[30]
- Triángulo de Oro 2017 de la asociación EHGAM: Premio recibido por su campaña de concienciación en favor de niños y niñas trans.[31]
- Premio T de Trans Ciudad de Marbella 2023: Otorgado por el Ayuntamiento de Marbella en reconocimiento a su labor en favor de los derechos de las personas trans.[32]
- Premio Orgullo 2024 en Huesca: Entregado en Huesca como reconocimiento a su trabajo en pro de la comunidad trans.[33]
- Premios Margarida Borràs 2024 de la asociación Lambda: Reconocimiento por su labor en la defensa de los derechos de las personas trans.[34]
- Premio a la Iniciativa Social de la Fundación Manolita Chen 2024: Otorgado por su compromiso con la igualdad y los derechos de las personas trans en España.[35]